# Synchlora undulosa
Synchlora undulosa là một loài bướm đêm trong họ Geometridae.